# Klaus-Dietrich Flade
Klaus-Dietrich Flade (Büdesheim, 23 agosto 1952) è un ex astronauta tedesco.
Nato in Germania, dopo gli studi è entrato della Luftwaffe come ingegnere aeronautico. Ha studiato chimica all'Università militare di Monaco fino al 1980 dopodiché è diventato pilota. Nell'ottobre 1990 è entrato nel gruppo degli astronauti tedeschi. Dopo due anni di addestramento ha volato con la missione Sojuz TM-14 nel 1992. Dopo il congedo dalla Luftwaffe con il grado di tenente colonnello, lavora come pilota collaudatore della Airbus.